# Молжаниновський район
Молжаниновський (рос. Молжаниновский) — адміністративний район в Москві, входить до складу Північного адміністративного округу. Населення станом на 1 січня 2017 року 7208 чол., площа 21,78 км².
Район утворено 2 березня 1992 року.
Найближчі станції метро — «Планерна», «Річковий вокзал».